# CGP Grey
CGP Grey er en amerikansk-irsk edutainment-YouTuber, podcaster og streamer, der laver korte forklarende videoer om forskellige emner - herunder politik, geografi, økonomi, historie og kultur. Hans videoer er blevet anmeldt af publikationer som blandt andet Business Insider og The Washington Post. 
Grey er udover sin videoproduktion kendt for at have skabt lydpodcasten Hello Internet i 2014 med sin kollega edutainment-YouTuberen Brady Haran. Han har siden 2015 også været vært på podcasten Cortex med Myke Hurley, medgrundlæggeren af Relay FM.

## Tidligere liv og karriere
Grey voksede op i Long Island, New York City. Han gik på universitetet i upstate New York, hvor han opnåede to universitetsgrader - en i fysik og en i sociologi.
Greys bedstemor blev født i Irland. Da han var barn, ansøgte hans far på hans vegne om irsk statsborgerskab. Grey har derfor dobbelt statsborgerskab. Dette gjorde det muligt for ham undersøge mulighederne i den Europæisk Union og den daværende største by, London. Grey tog i en kandidatuddannelse i økonomi i London.
Grey besluttede sig for at blive fysiklærer i Storbritannien. Han gennemgik et etårigt kursus for at opnå et Postgraduate Certificate in Education (PGCE) og blev uddannet som kvalificeret underviser i fysik i England og Wales.
Efter at have brugt adskillige år på at undervise i Storbritannien ønskede Grey at 'undslippe systemet' og blive selvstændig. I undertiden boede han sammen med sin kones familie på Hawaii for at spare penge. Dette fejlede, og han vendte senere tilbage til Storbritannien i håb om at finde et job som underviser. Han fortsatte med at undervise, indtil hans karriere som YouTuber blev lukrativ nok til, at han kunne leve af det. 
Siden januar 2014 har han været medvært på en podcast, der diskuterer generelle spørgsmål, Hello Internet, og begyndte en anden podcast, Cortex med Myke Hurley fra Relay FM.